# 衡新
衡新（1966年—），江苏邳州人，汉族，中华人民共和国政治人物、第十二届全国人民代表大会江苏地区代表。
毕业于江苏广播电视大学无机化工专业，加入中国共产党。2013年，被选为全国人大代表。